# ديريك أوتواي
ديريك أوتواي (10 يناير 1931 – 15 يناير 2003) هو سبّاح من برمودا راحل، مثّل بلاده في الألعاب الأولمبية الصيفية 1948.

## روابط خارجية
ديريك أوتواي على موقع الاتحاد الدولي للسباحة (الإنجليزية)
- ديريك أوتواي على موقع SwimRankings.net (الإنجليزية)
- ديريك أوتواي على موقع أوليمبيديا (الإنجليزية)